# Inzino
Inzino è una frazione del comune bresciano di Gardone Val Trompia saldata col centro abitato più a monte.

## Storia
La località nasce come un piccolo villaggio agricolo di antica origine.
Nel 1809 annesse Marcheno e Magno su ordine di Napoleone, ma gli austriaci annullarono la decisione al loro arrivo nel 1815 con il Regno Lombardo-Veneto.
Tra il 14 ed il 15 febbraio 1814 viene combattuta a Inzino la celebre battaglia dei Santi Faustino e Giovita: francesi alla baionetta poi costretti alla fuga da un generale austriaco in pigiama, il Tulisnau. 
Dopo l'unità d'Italia il paese, godendo ormai di una conurbazione con Gardone, raddoppiò la sua popolazione da seicento a più di milleduecento abitanti. Fu il fascismo a decidere la soppressione del comune unendolo appunto al municipio gardonese.